# فلیپ هیندس
فلیپ هیندس (انگلیسی: Philip Hindes؛ زادهٔ ۲۲ سپتامبر ۱۹۹۲) یک دوچرخه‌سوار اهل بریتانیا است.
وی در مسابقات کشوری و بین‌المللی در مجموع برندهٔ ۲ مدال طلا، ۱ مدال نقره شده‌است. وی برنده مدال طلا بازی‌های المپیک تابستانی ۲۰۱۶ و نیز بازی‌های المپیک تابستانی ۲۰۱۲ در رشته گروهی دوچرخه سواری شده است.